# Calm Before the Storm (альбом Venom)
Calm Before the Storm (с англ. «Затишье перед бурей») — пятый альбом группы Venom. Первоначально альбом назывался «Deadline», но название сменили, когда гитарист Джеффри «Mantas» Данн покинул группу, и его сменили Джими Клэр и Майк Хики.
В сравнении с другими альбомами Venom, звук более «синтетический». Особенно ударные, которые звучат, почти как драм-машина. Также, звук гитары стал чётче и не сливается с бас-гитарным. Перемены в звучании произошли в основном из-за смены гитариста и продюсера. Продюсером стал Ник Таубер. Он ранее работал с хард-роковыми группами, такими как UFO и Thin Lizzy.

## Список композиций
| №   | Название                      | Длительность |
| --- | ----------------------------- | ------------ |
| 1.  | «Black Xmas»                  | 2:57         |
| 2.  | «The Chanting of the Priests» | 4:25         |
| 3.  | «Metal Punk»                  | 3:24         |
| 4.  | «Under a Spell»               | 4:09         |
| 5.  | «Calm Before the Storm»       | 4:14         |
| 6.  | «Fire»                        | 2:42         |
| 7.  | «Krackin' Up»                 | 2:15         |
| 8.  | «Beauty and the Beast»        | 3:49         |
| 9.  | «Deadline»                    | 3:17         |
| 10. | «Gypsy»                       | 2:25         |
| 11. | «Muscle»                      | 2:43         |

## Участники
- Cronos — бас-гитара, вокал
- Майк «Mykus» Хики — электрогитара
- Джеймс Клэр — электрогитара
- Abaddon — ударные